# USS Abbot (DD-184)
USS Abbot (DD-184), rušilec razreda wickes, je bil v sestavi Vojne mornarice ZDA, dokler ni bil sprejet v Vojno mornarico Združenega kraljestva kot HMS Charlestown (I-21) (razreda town) na začetku druge svetovne vojne. 

## Kot USSAbbot
Gradnja ladje, ki je bila poimenovana po komodorju Joelu Abbotu, se je začela 5. aprila 1918 v ladjedelnici Newport News Shipbuilding (Virginija). Splovljena je bila 4. julija 1918 in sprejeta v uporabo 19. julija 1919.
Ladja je bila nastanjena v Norfolku (Virginija), od koder je delovala na vzhodni obali ZDA, v Mehiškem zalivu in Karibskem morju. 5. julija 1922 je bila vzeta iz uporabe v Philadelphia Navy Yardu.
Potem, ko je bila v neaktivni uporabi za skoraj dve desetletji, je bila reaktivirana 17. junija 1940. Patruljirala je po vzhodni obali, dokler ni bila ponovno deaktivirana 23. septembra 1940 v Halifaxu (Nova Škotska). Takrat je bila predana Kraljevi vojni mornarici v sklopu pogodbe (50 rušilcev za baze v Atlantiku). Ladja je bila črtana iz pomorskega registra plovil 8. januarja 1941.

## Kot HMSCharlestown
Preimenovana je bila v HMS Charlestown  in dodana v 17. divizijo rušilcev. V Belfast je prispela 8. oktobra. Nato je sodelovala v več akcijah polaganja min vzdolž zahodne obale Škotske. Septembra 1943 je bila premeščena v Rosyth Escort Force, kjer je spremljala konvoje vzdolž vzhodne obale Velike Britanije.
Charlestown je bila decembra 1944 poškodovana v trčenju s parnikom Flprizel pri Harwichu. Zaradi starosti so se odločili, da je ne bodo popravili in so jo uvrstili v rezervno sestavo. 15. januarja 1945 je bila vzeta iz uporabe in nato razrezana za staro železo.